# Quartieri Spagnoli
I Quartieri Spagnoli (in napoletano Quartieri Spagnuoli, comunemente anche 'e Quartieri) sono una zona di Napoli. Ricompresi nel centro storico della città, essi sono suddivisi tra le municipalità 1 e 2.
Costituiscono i Quartieri Spagnoli i territori delle preesistenti circoscrizioni di: Montecalvario, San Ferdinando e Avvocata.

## Storia
L'area urbana nota come "quartieri" (nel senso militare del termine) è caratterizzata, dal punto di vista urbanistico, da una struttura reticolare che scende dalle alture dominate da Castel Sant'Elmo, con la tipica vocazione di alloggi destinati ad ospitare la guardia della fortezza. Sorge intorno al XVI secolo, ad opera dell'architetto senese Giovanni Benincasa e del napoletano Ferdinando Manlio, per volontà dell'allora viceré Pedro de Toledo, al fine di acquartierare le guarnigioni militari spagnole destinate alla repressione di eventuali rivolte della popolazione napoletana, oppure come dimora temporanea per i soldati che passavano da Napoli in direzione di altri luoghi di conflitto e, allo stesso tempo, in qualità di edilizia popolare atta a dare alloggio ai numerosi abitanti locali che, in quegli anni, dalle campagne circostanti si erano stabiliti nella capitale del regno.
Fin dalla sua nascita, l'area conosciuta come "Quartieri Spagnoli", anche in ragione di un elevato rapporto tra popolazione e densità edilizia, presentò fenomeni di criminalità, gioco d'azzardo e soprattutto prostituzione, legati in particolar modo all'offerta di "svago" proferita dai locali ai soldati ivi acquartierati o di passaggio. Nonostante l'emanazione, da parte del viceré di Napoli don Pedro de Toledo, di alcune apposite leggi atte a debellare il fenomeno, il quartiere rimase, in seguito alla perdita della sua funzione originaria, sempre un'area di grandi difficoltà sociali della città partenopea.
Nel corso dell'evoluzione antropica dell'area, dal Cinquecento al Settecento, viene progressivamente meno la presenza militare, mentre "altissima è la percentuale di immigrati dai centri circostanti, che si inseriscono particolarmente nel settore dei servizi. Massiccia è anche la presenza degli artigiani, soprattutto sarti e calzolai". A partire dal XVIII secolo tale area cittadina venne caratterizzata (come del resto anche altre aree della città) da una forte frammentazione e disparità delle attività lavorative ed imprenditoriali. Fino al XIX secolo, la vicinanza di via Toledo, sede di importanti uffici amministrativi e finanziari (Banco delle Due Sicilie, Borsa, Gran Corte dei Conti),
incise significativamente sulla composizione socio-professionale degli abitanti di tale area, la quale assunse una fisionomia di tipo residenziale, data la presenza di nobili, impiegati, proprietari ed appartenenti al ceto medio. Con l'unità d'Italia, la popolazione si proletarizza in un generale passaggio ad un'economia ai margini della legalità, che in certa misura si prolungherà nel corso del secolo successivo.
Nonostante le proposte di "sventramento" avanzate in occasione di ipotesi urbanistiche di risanamento nella prima metà del XX secolo, l'aspetto dell'area rimase inalterato e, al giorno d'oggi, nel quartiere vivono circa 14.000 persone, per un totale di 4.000 famiglie, dislocate su una superficie di circa 80 ettari. A causa della particolare conformazione del suolo, come in altri quartieri storici della città, è possibile che avvengano, non di rado, cedimenti del terreno. Nella notte a cavallo tra il 22 e il 23 settembre 2009, in vico San Carlo, probabilmente a causa delle forti piogge, si è verificato il crollo del manto stradale, che ha dato luogo a una voragine di quasi 20 metri di lunghezza. Ciò ha provocato l'immediata evacuazione di alcuni edifici e la chiusura della chiesa di San Carlo alle Mortelle.

### I Quartieri Spagnoli oggi

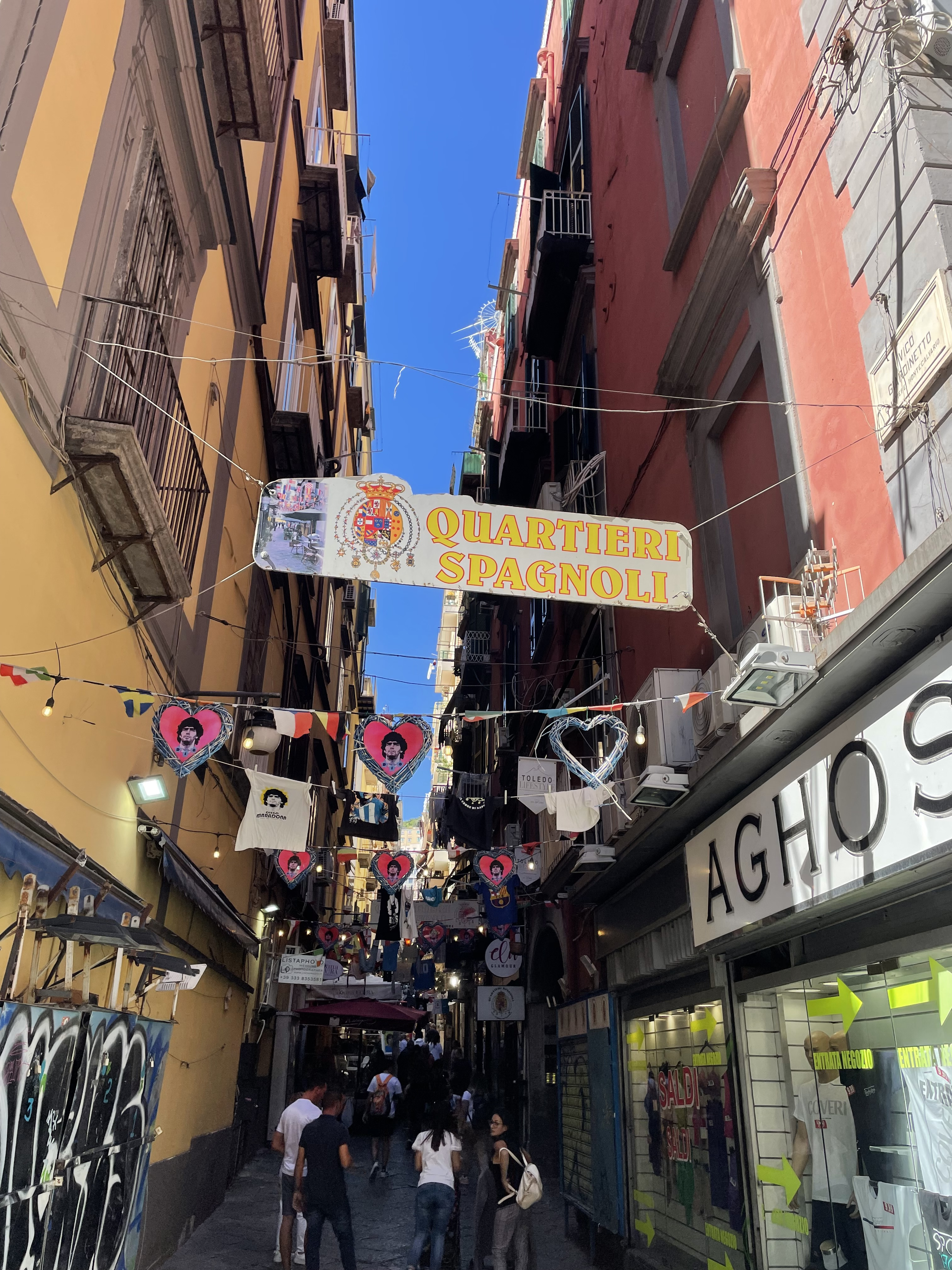
L'ingresso da via Toledo

Nel settembre del 2012 è stata aperta, in prossimità dei Quartieri Spagnoli, la stazione Toledo della Linea 1 della metropolitana di Napoli. Durante gli scavi per la realizzazione della seconda uscita della stazione, in piazza Montecalvario, sono state rinvenute tracce di insediamenti abitativi dell'Età del bronzo databili intorno al 1500 a.C. In piazzetta Santa Maria degli Angeli, invece, sono stati ritrovati reperti della Napoli medievale. 
La zona ha cominciato così a conoscere una riabilitazione dal punto di vista turistico. Grazie alla particolare conformazione urbanistica, ai nuovi negozi e punti di ristorazione, ai piccoli mercati di pesce e ortofrutticoli che vi stazionano all'interno, all'apertura della nuova stazione metropolitana e, in generale, al folclore che la zona conserva, i Quartieri Spagnoli sono non di rado punto ricercato dalle foto di curiosi e turisti provenienti da ogni parte del mondo. Inoltre, la zona ha cominciato ad accogliere negli ultimi anni un significativo numero di studenti universitari, italiani e stranieri, che ivi prendono in affitto appartamenti o singole stanze, grazie anche alla vicinanza con alcune sedi delle università napoletane.

## Chiese, palazzi e siti d'interesse storico e culturale

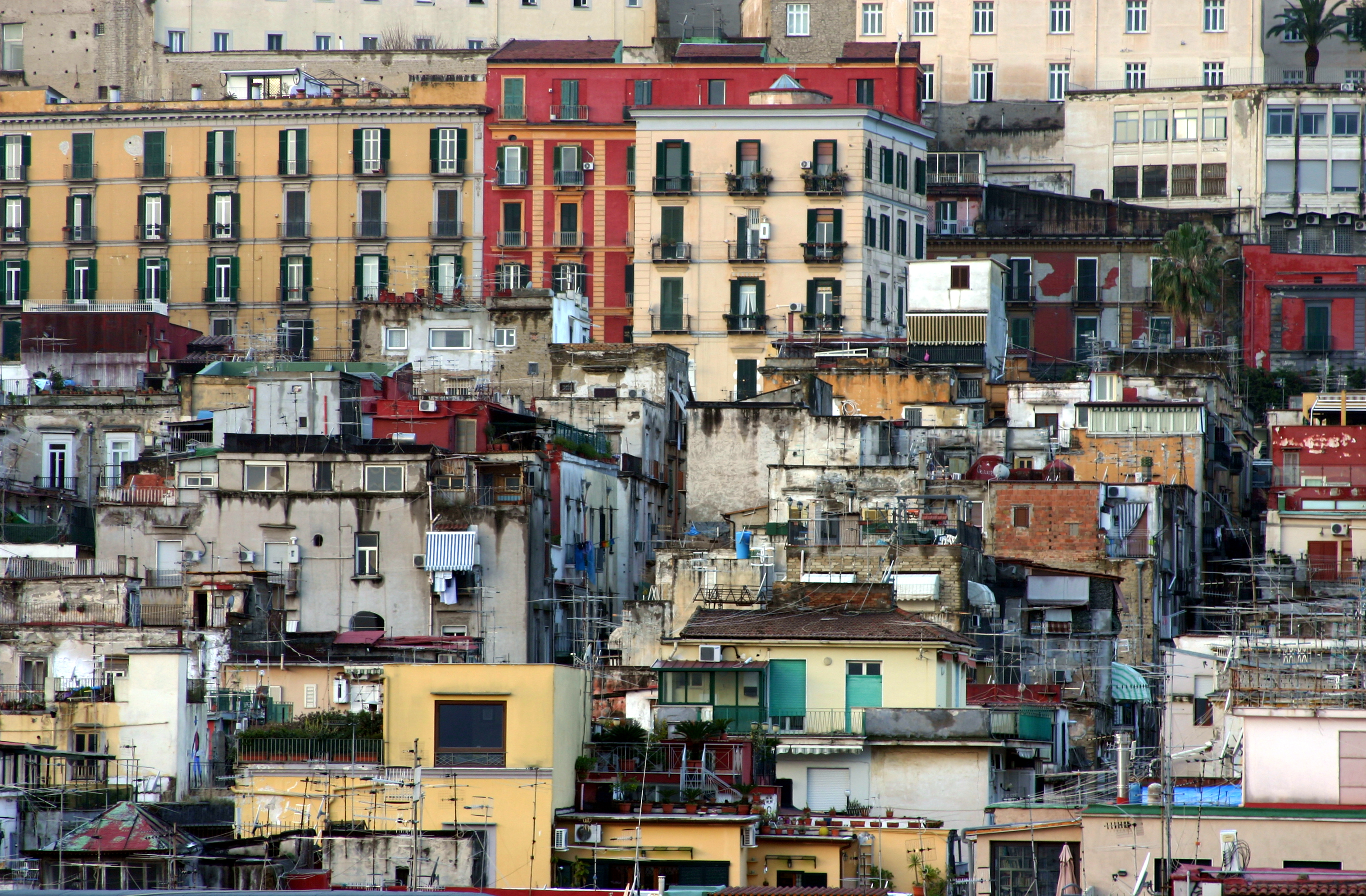
Particolare di alcuni edifici dei Quartieri Spagnoli

Nonostante la nomea "controversa" che il quartiere si porta dietro, esso costituisce comunque un nucleo di rilevanza storico-artistica di prim'ordine della città di Napoli, che offre anche diversi spunti della cultura popolare e dello stile di vita napoletano, come, per esempio, la presenza di piccole botteghe artigianali, oppure dei "bassi napoletani", o, ancora, di piccoli e bui vicoli caratterizzati da alte scalinate e dai panni stesi ad asciugare tra i palazzi. Tra i principali monumenti d'interesse del quartiere, vi sono:
- Chiesa dell'Immacolata Concezione e Purificazione di Maria de' nobili in Montecalvario
- Chiesa di San Carlo alle Mortelle
- Chiesa di San Mattia (Napoli)
- Chiesa di Santa Maria della Concezione a Montecalvario
- Chiesa di Santa Maria della Lettera
- Chiesa di Santa Maria della Mercede a Montecalvario
- Chiesa di Santa Maria Francesca delle Cinque Piaghe
- Chiesa di Sant'Anna di Palazzo
- Chiesa di Santa Maria del Rosario a Portamedina
- Chiesa di Santa Maria della Concordia
- Chiesa di Santa Maria delle Grazie a Toledo
- Complesso di Santa Maria dello Splendore
- Chiesa di Santa Maria Ognibene
- Chiesa di Santa Maria ad Ogni bene dei Sette Dolori
- Chiesa di Santa Teresella degli Spagnoli
- Chiesa della Trinità dei Pellegrini
- Chiesa di Santa Maria Materdomini
- Chiesa della Santissima Trinità degli Spagnoli
- Chiesa di Maria Santissima Assunta in Cielo
- Chiesa di Santa Maria della Speranza
- Chiesa di Santa Maria Maddalena delle Convertite Spagnole
- Chiesa della Congregazione dei 63 sacerdoti
- Oratorio della Confraternita del Santissimo Crocifisso ai Sette Dolori
- Oratorio della Confraternita dei Bianchi dei Santi Francesco e Matteo alla Scala Santa
- Palazzo Anastasio
- Palazzo Acquaviva (vico III Porta Piccola a Montecalvario)
- Palazzo Brancaccio (via San Pantaleone 16-18)
- Palazzo Cammarota (una delle residenze napoletane di Giacomo Leopardi)
- Palazzo Cattaneo-Barberini
- Palazzo Cedronio
- Palazzo D'Afflitto-Imperiali
- Palazzo dell' Aquila (vico Cariati 40)
- Palazzo Della Posta (via Pasquale Scura 8)
- Palazzo di Magnocavallo
- Palazzo Gagliani (via Pasquale Scura 66)
- Palazzo Galluppi (vico Pasquale Galluppi 6)
- Palazzo Girardi (via Concezione a Montecalvario 14)
- Palazzo Gomez Paloma
- Palazzo in via Bonafficiata Vecchia n.8
- Palazzo in via Francesco Girardi 88
- Palazzo in via Laura Oliva Mancini 14
- Palazzo in via Nardones 38
- Palazzo in via Nuova Santa Maria Ognibene n.57
- Palazzo in via Pasquale Scura 13
- Palazzo in via Pasquale Scura n.37
- Palazzo in via San Mattia 65
- Palazzo in via Speranzella 60
- Palazzo in via Speranzella 123
- Palazzo in via Trinità degli Spagnoli n.5
- Palazzo in vico Lungo Gelso 129
- Palazzo in vico Tre Re a Toledo n.60
- Palazzo Majorana
- Palazzo Marcone (via Santa Teresella degli Spagnoli n.59)
- Palazzo Marinelli  (Piazzetta Marinelli 3)
- Palazzo Massa (via Pasquale Scura n.26)
- Palazzo Massa (via Emanuele De Deo n.82)
- Palazzo Petrone
- Palazzo Pisacane
- Palazzo Positano (via Pasquale Scura n.72)
- Palazzo Ruffo di Baranello
- Palazzo Ruggiero (via Rosario a Portamedina n.61)
- Palazzo Scioli
- Palazzo Sifola
- Palazzo Torno Aldana
- Scavi di Sant'Anna di Palazzo
- Villa Adriana (Napoli)

## Collegamenti
La zona è servita dalle stazioni Municipio, Chiaia e Toledo della metropolitana.